# Меньшиков, Лев Николаевич
Лев Никола́евич Ме́ньшиков (17 февраля 1926 — 29 октября 2005) — советский и российский востоковед-китаист, переводчик, доктор филологических наук (1976), профессор (1991).

## Биография
Родился в Ленинграде в семье Меньшикова Николая Андреевича, геолога, и Нихамовской-Меньшиковой Ревекки Ефимовны, учителя русского языка и литературы.
В 1947 году поступил на Восточный факультет Ленинградского государственного университета.
В 1952 году по окончании университета был рекомендован в аспирантуру Института востоковедения АН СССР.
В декабре 1955 года досрочно защитил кандидатскую диссертацию «Современная реформа китайской классической драмы». В декабре этого же года был принят в штат Ленинградского отделения Института востоковедения АН СССР. В 1974 году получил степень доктора филологических наук за монографию «Бяньвэнь о воздаянии за милости», утвержден ВАК 26 марта 1976 года.
В 2000 году участвовал в работе международной научной конференции, состоявшейся в городе Дуньхуан и посвященной 100-летию открытия дуньхуанских памятников.
Умер в 2005 году. Похоронен на Комаровском кладбище.

## Премии и награды
В 1965 году ему была присуждена Премия Станислава Жульена Французской академии надписей и изящной словесности.
В 1991 году — Премия им. С. Ф. Ольденбурга РАН.

## Публикации
- Меньшиков Л. Н. Реформа китайской классической драмы. М., 1959. — 241 с.
- Меньшиков Л. Н. Описание китайской части коллекции из Хара-Хото (фонд П. К. Козлова). М.: Наука, ГРВЛ, 1984. 528 с. Приложения составил Л. И. Чугуевский.
- Меньшиков Л. В. Буддийские притчи в китайской литературе // Бай юй цзин (сутра ста притч) / Пер. с кит. и коммент. И. С. Гуревич, Отв. ред. Л. Н. Меньшиков. — М.: Наука, 1986
- Меньшиков Л. Н. О. Л. Фишман: исследователь, переводчик, педагог // Петербургское востоковедение. Вып.2. СПб., 1992. — с. 70—82.
- Меньшиков Л. Н. Дуньхуанский фонд // Петербургское востоковедение. Выпуск 4. СПб.: Петербургское востоковедение, 1993. С. 332—343.
- Menshikov L. A Fragment of an Unknown «Leishu» from Tunhuang // Manuscripta Orientalia. Vol. 1, No 3, December 1995. pp. 3—15.
- Menshikov L. An Album of Illustrations to the Famous Chinese Novels // Manuscripta Orientalia. Vol. 3, No 3, November 1997. P. 54—68.
- Меньшиков Л. Н. Ю. К. Щуцкий — поэт и переводчик китайской классической поэзии // Дальнее эхо: Антология китайской лирики (VII—IX вв.) / В переводах Ю. К. Щуцкого. СПб., 2000. С. 7—22.
- Меньшиков Л. Н. Памяти Владимира Семеновича Спирина // Петербургское востоковедение. СПб., 2002. Вып. 10. С. 559—564.
- Меньшиков Л. Н. Людмила Кузьминична Павловская. Основные труды // Восток (Orient), 2003, № 3. С. 218—220.
- Меншиков Л. Н. Из истории китайской книги. М., 2005.
- Меншиков Л. Н. О «Мэн-цзы» в переводе В. С. Колоколова

## Переводы
- Бяньвэнь Десять благих знамений
- Бяньвэнь о Вэймоцзе
- Бяньвэнь о воздаянии за милости
- Бяньвэнь по Лотосовой сутре М., 1984. — 622 с.
- Ван Ши-фу. Западный флигель М.-Л., 1960. — 283 с.
- Гань Бао. Записки о поисках духов (Соу шэнь цзи). Перевод с китайского, предисл., прим. и словарь-указ. Л. Н. Меньшикова. СПб.: Петербургское востоковедение, 1994. — 576 с. ISBN 5-85803-036-X.
- Гань Бао. Записки о поисках духов / Перевод с китайского Л. Н. Меньшикова. СПб.: Азбука, 2000. 378 с.
- Ли Хао-гу. Студент Чжан Юй морскую варит воду у острова Шамэнь
- Чжэн Гуан-цзу. Домашних духов обманув, душа Цянь-нюй расстаётся с телом
- Китайская поэзия в переводах Льва Меньшикова / Предисловие И. Ф. Поповой. Ответственный редактор И. А. Алимов. СПб.: Петербургское Востоковедение, 2007. 304 с.